# Macropharyngodon cyanoguttatus
Macropharyngodon cyanoguttatus és una espècie de peix de la família dels làbrids i de l'ordre dels perciformes.

## Morfologia
Els mascles poden assolir els 11,5 cm de longitud total.

## Distribució geogràfica
Es troba al nord de KwaZulu-Natal (Sud-àfrica), Maurici i Reunió.